# الكأس الأفروآسيوية للأندية 1986
النسخة الأولى من الأفروآسيوية والبطولة تجمع بين الفائز بدوري أبطال أفريقيا والفائز بدوري أبطال آسيا وكان أول الفائزين بوسان آيبارك الكوري فاز على الجيش الملكي المغربي بنتيجة (2 - 0) في السعودية الرياض

## الفرق
بوسان آيبارك الفائز بدوري أبطال آسيا
الجيش الملكي الفائز بدوري أبطال أفريقيا

## النتيجة النهائية
بوسان آيبارك (2-0) الجيش الملكي

## الفائز بالبطولة
بوسان آيبارك (اللقب الأول)